# 2015 à Terre-Neuve-et-Labrador
Chronologie de Terre-Neuve-et-Labrador
- 2011
- 2012
- 2013
- 2014
- 2015
- 2016
- 2017
- 2018
- 2019

Cette page concerne des événements d'actualité qui se sont produits durant l'année 2015 dans la province canadienne de Terre-Neuve-et-Labrador.

## Politique
- Premier ministre : Paul Davis (Parti progressiste-conservateur) puis Dwight Ball (Parti libéral) en fin d'année.
- Chef de l'Opposition (en) : Dwight Ball (Parti libéral) puis Paul Davis (Parti progressiste-conservateur)
- Lieutenant-gouverneur : Frank Fagan
- Législature (en) : 47e (en) puis 48e (en)

## Événements
- 7 mars : l'ancien président du Syndicat des pêcheurs, de l’alimentation et des travailleurs assimilés (SPATA) Earle McCurdy est élu (en) chef du Nouveau Parti démocratique de Terre-Neuve-et-Labrador avec 68,5 % du vote face à ses deux adversaires Chris Bruce, gérant d'un café, et Mike Goosney, travailleur minier au Labrador[1].

- 30 novembre : 48e élection générale.

- 14 décembre : Dwight Ball, issu du parti Libéral prend les fonctions de Premier ministre.